# رویارویی در گراند
رویارویی در گراند (به انگلیسی: Showdown at the Grand) یک فیلم کمدی اکشن آمریکایی محصول سال ۲۰۲۳ به نویسندگی و کارگردانی اورسن اوبلوویتز با بازی ترنس هاوارد، جان سوج، آماندا ریگتی و دولف لاندگرن است.
این فیلم در ۳ نوامبر ۲۰۲۳ در سینماها و در ویدئو به‌درخواست اکران شد. این فیلم همچنین یک نمایش ویژه در ممفیس، تنسی در ۸ نوامبر ۲۰۲۳ داشت.

## داستان
یک صاحب سینمای مغرور باید در کنار یک ستاره اکشن افسانه‌ای از کسب و کار خانوادگی خود در برابر توسعه دهندگان شرکتی دفاع کند.

## بازخوردها
این فیلم بر اساس شش نقد در سایت راتن تومیتوز امتیاز ۱۰۰٪ دارد.